# Robanov Kot
Robanov Kot este o localitate din comuna Solčava, Slovenia, cu o populație de 141 de locuitori.